# 納税者番号制度
納税者番号制度（のうぜいしゃばんごうせいど）とは納税者の管理制度であり、国民識別番号制度又は社会保障番号制度の一つ。納税する年齢に達した国民に固有の番号を割当て、所得や資産、納税の状況などを一元的に把握出来るシステム。アメリカ・スイス・ドイツ・フランスなどでは銀行口座と納税者番号の紐づけが義務化・行政システムのデジタル化がなされていることで、災害時等に支給対象者のみへ迅速な自動現金給付を可能にしている。

## 概要
世界各国で、納税者番号制度の導入については、「新規に納税者に番号を割り振った制度」「出生時に全国民に付与される国民識別番号を使用した制度」「身分証として国民の日常生活にも浸透している社会的な番号（アメリカの社会保障番号のような）を使用した制度」の3パターンに大別できる。
徴税目的で納税者番号制度を導入した国の例
- イタリア
- オーストリア
- オランダ

国民識別番号を納税者番号として使用する国の例
- デンマーク
- スウェーデン
- 大韓民国
- シンガポール

社会保障番号に類する番号を納税者番号として使用する国の例
- アメリカ合衆国
- カナダ
- イギリス

## 各国の状況

### 日本
マイナンバー制度が施行される前の2015年まで日本では各税務署単位で運用の便宜上のために管内の個別の納税者に対応した整理番号が設定されているが、他の税務署管外に引っ越しをすれば新たに別の整理番号が設定されるようになっていたため、各税務署の枠を超えた全国統一の納税者番号は存在しなかった。
大蔵官僚の内海孚を中心に、付加価値税の導入を見越して税の執行体制の整備、不公平税制の是正を行おうとしていたが、日本ではアイデンティフィケーション（身元確認）の手段がないため、利子配当課税の徴収における最大の問題点となっていた。そのため、「昭和五十四年度の税制改正に関する答申」には「利子・配当所得の適正な把握のため納税者番号制度の導入を検討すべきである」との導入検討意見が盛り込まれ、1983年（昭和58年）には、全国統一の納税者番号制度としてグリーンカードの導入が決まったが、パチンコ屋などの中小企業主や政治家から「収入がガラス張りになる」との反対論が噴出し、彼らから資産を預かる金融機関も同様に反対したため、最終的には撤回された。
日本の納税者番号制度についてはコンピュータネットワークやプライバシー管理など技術の進歩や社会的な問題意識の深まりの変化に合わせて、さまざまな機関や学識経験者などによって国民総背番号制を視野にいれた制度について検討され続けてきた。
政府税制調査会は過去何度も納税者番号制度を提唱してきたが、所得に対してではなく金融資産の把握を目的とした内容になっていた（事業所得や給与所得への課税目的ではなく銀行預金の利子所得や株式譲渡益などに対して総合課税をする金融所得課税一元化が政府税制調査会の答申に盛り込まれていた。所得のための納税者番号制ではなく、個人金融資産の元本把握が目的である）。
自由民主党の憲法改正草案では日本国憲法第29条（財産権）規定について「侵害してはならない」から「法律で認めたものを保証する」と改正する案になっていることなども理由の一つに挙げられる。個人資産である預金にも番号を振るべきだと時の内閣総理大臣・安倍晋三が国会質疑で答弁した事実もある。政府税制調査会は2014年（平成26年）秋に同様の方針をまとめた。
民主党は結党以来の「基本政策」として納税者番号制の導入を掲げてきた。
行政手続における特定の個人を識別するための番号の利用等に関する法律の改正（マイナンバー法）に基づき、2016年（平成28年）に税と社会保障などの手続に使用するマイナンバー制度（社会保障・税番号制度）が開始された。

### 新規導入型

#### イタリア
コーディチェ・フィスカーレが導入されている。また、法人（税制上のみなし法人を含む）にはパルティータIVA（伊: Partita IVA）がある。両者の違いは、領収書の発行者はパルティータIVAが必要で、領収書には、領収者のパルティータIVA、支払者のコーディチェ・フィスカーレまたはパルティータIVAの記載がなければ、税務上の正規の領収書として使用できない。また、各種の契約書（不動産賃貸契約、固定電話契約、電力契約、不動産譲渡契約自動車などの動産の譲渡契約など）には、双方のコーディチェ・フィスカーレまたはパルティータIVAの記載が必要となっており、国民番号的な要素もある。

#### オランダ
1986年に財務省の所管で、税務番号制度が導入され、1988年以後は、税務・社会保障番号として税務・社会保障目的で利用されていた。
2007年に市民サービス番号法が制定され、内務省の所管となる9桁の市民サービス番号（BSN, Burgerservicenummer）によって、税務、社会保険、年金、住民登録を行えるようになった。

### 国民識別番号利用型

#### ドイツ
2003年より税務識別番号という税の分野にのみ限定して使用できる国民識別番号を導入している。

#### 大韓民国
1968年の青瓦台襲撃未遂事件は朝鮮民主主義人民共和国（北朝鮮）の特殊部隊による当時の朴正煕大統領暗殺未遂事件であったが、こういった北朝鮮の工作員、諜報員を識別するために同年11月21日から韓国での住民登録番号制度は始まった。
大韓民国では全国民に住民登録番号が付与されているが、個人が起業する場合にはこの住民登録番号を元に管轄税務署が事業者登録番号を発行される。法人は、代表取締役の住民登録番号を元に登記所から法人登録番号が発行され、法人が起業する場合には法人登録番号を元に事業者登録番号が発行される。
事業者は事業者登録番号で付加価値税、法人税を管理され、非事業者の所得税、相続・贈与税、譲渡所得税などは住民登録番号で管理される。

#### インド
2016年より納税申告書の提出には、アドハーの番号（インドの国民識別番号）が必須となった。

#### エストニア
国民ID番号の情報も持っているeIDカードが納税に活用されている。

### 社会保障番号利用型

#### アメリカ
アメリカ合衆国では1936年にSSN制度を導入。これは社会保障制度のための番号制度であったが、1961年以降は納税管理においても使用することとなった。2000年代の現在では銀行口座の管理など多目的に使われており、納税者番号制度というよりも国民総背番号制度に近い。

#### イギリス
国民保険番号が一部利用されている。

#### フランス
実体として、社会保険番号が税務の目的で使用されている。
納税義務を負う個人に一意の番号となる税務登録番号が税務署から割り当てられる。最初の税務申告時に税務署から番号が通知され、次年度以降の申告の際にも利用する。この税務登録番号を「納税者番号」と日本語訳する場合もある。
企業の場合は、SIREN番号を用いる。

## 各国の類似の制度
| 国                       | 類似の制度                                 |
| ------------------------ | ------------------------------------------ |
| アイスランド             | Kennitala                                  |
| アイルランド             | Personal Public Service Number             |
| アメリカ合衆国           | 社会保障番号                               |
| イギリス                 | National Insurance number                  |
| イタリア                 | コーディチェ・フィスカーレ                 |
| インド                   | Unique Identification Number               |
| インドネシア             | Citizen's identity number                  |
| オランダ                 | National identification number             |
| カナダ                   | Social Insurance Number                    |
| クロアチア               | Personal identification number             |
| オーストラリア           | Tax File Number                            |
| スウェーデン             | Personal identity number                   |
| スペイン                 | NIE Number                                 |
| スロベニア               | Unique Master Citizen Number               |
| セルビア                 | Unique Master Citizen Number               |
| 大韓民国                 | 住民登録番号                               |
| 中華人民共和国           | Identity card number                       |
| デンマーク               | Personal identification number             |
| トルコ                   | Turkish Identification Number              |
| 日本                     | 個人番号                                   |
| ニュージーランド         | IRD Number                                 |
| ブラジル                 | Cadastro de Pessoas Físicas                |
| フランス                 | INSEE code                                 |
| ブルガリア               | Uniform civil number                       |
| ポーランド               | PESEL                                      |
| ボスニア・ヘルツェゴビナ | Unique Master Citizen Number               |
| マケドニア               | Unique Master Citizen Number               |
| マレーシア               | National Registration Identity Card Number |
| メキシコ                 | Unique Population Registry Code            |
| モンテネグロ             | Unique Master Citizen Number               |